# Maár Mariann
| Maár Mariann                              | Maár Mariann                              |
| Kattints az alábbi külső linkek egyikére! | Kattints az alábbi külső linkek egyikére! |
| ----------------------------------------- | ----------------------------------------- |
| Nem található szabad kép.(?)              |                                           |
| külső link · jogvédett                    | Yulia Mahr felvétele                      |

Maár Mariann (Santiago de Chile, 1941. március 16. –) magyar származású fotóművész. Felváltva Londonban, illetve Berlinben él.

## Élete
Szülei a zsidóüldözések elől Magyarországról elmenekültek és csak 1948-ban tértek haza. Édesanyja Vajda Judit, Vajda László rendező lánya, dr. Vajda Ernő ügyvéd, botanikus, fotós testvére volt.
Maár Mariann 1963-ban az Magyar Távirati Iroda kulturális rovatánál kezdett fotóriporterként dolgozni. Mikor onnan elbocsájtották, felhagyott a fényképezéssel, és Pannónia Filmstúdióban dolgozott hosszú évekig, mint PR vezető.
Első férje Maár Gyula filmrendező volt. Második férje a Hugó, a víziló című egész estés rajzfilmet tervező grafikus, Graham Percy volt. Vele hagyta el Magyarországot, majd Londonban újra kezébe vette a fényképezőgépet. A BBC standfotósaként, reklámfotósként, fotóillusztrátorként, oktatófilmesként dolgozott.
Az 1980-as londoni, Serpentine Gallery-ben megrendezett kiállítása után művészeti iskolák és egyetemek hívták meg előadni. Vendégoktató volt például a „Royal College of Art, a Glasgow School of Art és a Napier University, Edinburgh” iskoláiban. 1989-ben megkapta a Fox Talbot-díjat a „National Museum of Photography, Film and Television” szervezeténél, Nagy-Britanniában.
Két ország között élek, négy állampolgárságom van, mivel azonban a szüleim magyarok voltak, s magam is itt éltem életem legfontosabb időszakában,
nyolctól harminckét éves koromig, természetes számomra ennek vállalása.
Egyes képei láthatóak (többek közt) a következő helyeken:
- The British Council, London
- The Arts Council of Great Britain, London
- Bibliothèque nationale de France, Paris
- Victoria & Albert Museum, London
- National Museum of Photography, Film & TV, Great Britain
- Readers' Digest Collection, London
- National Gallery of Australia, Canberra
- Texaco Corporate Collection
- Scottish Art Gallery & Museum, Glasgow, Scotland
- Museum of Fine Arts, Houston, USA
- Tokyo Metropolitan Museum of Photography, Japan
- City Bank, New York
- British Airways, London
- National Museum of Photography, Hungary
- National Galleries of Scotland, Edinburgh

## Díjak
- 1981: GLA (Greater London Arts Association)
- 1989: Fox Talbot Award; National Museum of Photography, Film & TV, Great Britain
- 1995: Best Exhibition of the Festival Award, Photosynkyria, Thessaloniki, Greece
- 2000: Best Exhibition of the Month of Photography. Budapest, Hungary